# Trzcińsko
Trzcińsko est une localité polonaise de la gmina de Janowice Wielkie, située dans le powiat de Jelenia Góra en voïvodie de Basse-Silésie.